# Tim Mickelson
Timothy Carl "Tim" Mickelson (ur. 12 listopada 1948 w Deerfield, zm. 30 sierpnia 2017 w Woodinville) – amerykański wioślarz, srebrny medalista olimpijski oraz mistrz świata.

## Kariera
Wystąpił na igrzyskach olimpijskich w Monachium w 1972, gdzie osada USA w składzie: Lawrence Terry, Franklin Hobbs, Pete Raymond, Tim Mickelson, Gene Clapp, Bill Hobbs, Cleve Livingston, Mike Livingston i Paul Hoffman (sternik) zdobyła srebrny medal w tej samej konkurencji. W finale uplasowali się o 2,67 sekundy za osadą Nowej Zelandii, a o 0,06 sekundy wyprzedzili osadę NRD. Był to jego jedyny start olimpijski.
W ósemkach zdobył również złote medale na mistrzostwach świata w Lucernie (1974) oraz podczas igrzysk panamerykańskich w Meksyku (1975). 
Kształcił się na University of Wisconsin-Madison, uzyskując dyplom z inżynierii. Następnie przez dwa lata służył w United States Army. Później ukończył studia podyplomowe z inżynierii biomedycznej na Dartmouth College oraz uzyskał doktorat z fizjologii na Uniwersytecie Ohio. Pracował następnie w branży inżynierii medycznej, pełniąc między innymi funkcję CEO Marquette Electronics, Corometrics Medical Systems i Philips Medical.
Zmarł na stwardnienie zanikowe boczne w 2017. 